# Zvenyhorodka
Zvenyhorodka (en ukrainien : Звенигородка) ou Zvenigorodka (en russe : Звенигородка) est une ville de l'oblast de Tcherkassy, en Ukraine, et le centre administratif du raïon de Zvenyhorodka. Sa population s'élevait à 17 700 habitants en 2023.

## Géographie
Zvenyhorodka est arrosée par la rivière Hnylyï Tikytch et située à 90 km au sud-ouest de Tcherkassy.

## Histoire
La première mention de Zvenyhorodka remonte à l'année 1394. C'est alors une forteresse. La ville est ensuite détruite par l'invasion des Mongols et des Tatars. Étant sur la route de Bratslav à Kiev, le château est à plusieurs reprises victime des attaques des Tatars, en particulier en 1545. En 1792, le roi Stanislas II de Pologne approuve les armoiries de Zvenyhorodka et lui accorde des privilèges urbains (droit de Magdebourg). En 1793, l'Ukraine de la rive droite est annexée par la Russie et Zvenyhorodka est incorporée dans le gouvernement de Kiev en 1798. Son rôle commercial se développe rapidement grâce à son accès au marché russe. Dans les années 1870, commence la construction du chemin de fer Odessa – Kiev, d'abord jusqu'à Chpola et, plus tard, jusqu'à Ouman. L'industrie se développe : deux usines de bougie, usine manufacture de tabac, 14 moulins, des brasseries et distilleries, etc., mais il s'agit d'usine modestes et à avec un équipement primitif. Pendant la Seconde Guerre mondiale, Zvenyhorodka est occupée par l'Allemagne nazie du 29 juillet 1941 au 28 janvier 1944.

## Population
Recensements (*) ou estimations de la population :
| 1850  | 1867   | 1897*  | 1923*  | 1926*  |
| ----- | ------ | ------ | ------ | ------ |
| 7 501 | 11 201 | 16 923 | 15 521 | 18 019 |

| 1939*  | 1959*  | 1970*  | 1979*  | 1989*  |
| ------ | ------ | ------ | ------ | ------ |
| 13 936 | 17 154 | 19 804 | 21 651 | 22 740 |

| 2001*  | 2010   | 2011   | 2012   | 2013   |
| ------ | ------ | ------ | ------ | ------ |
| 19 901 | 18 482 | 18 330 | 18 127 | 17 958 |

## Personnalité
- Horace Günzburg (1833-1909), philanthrope russe

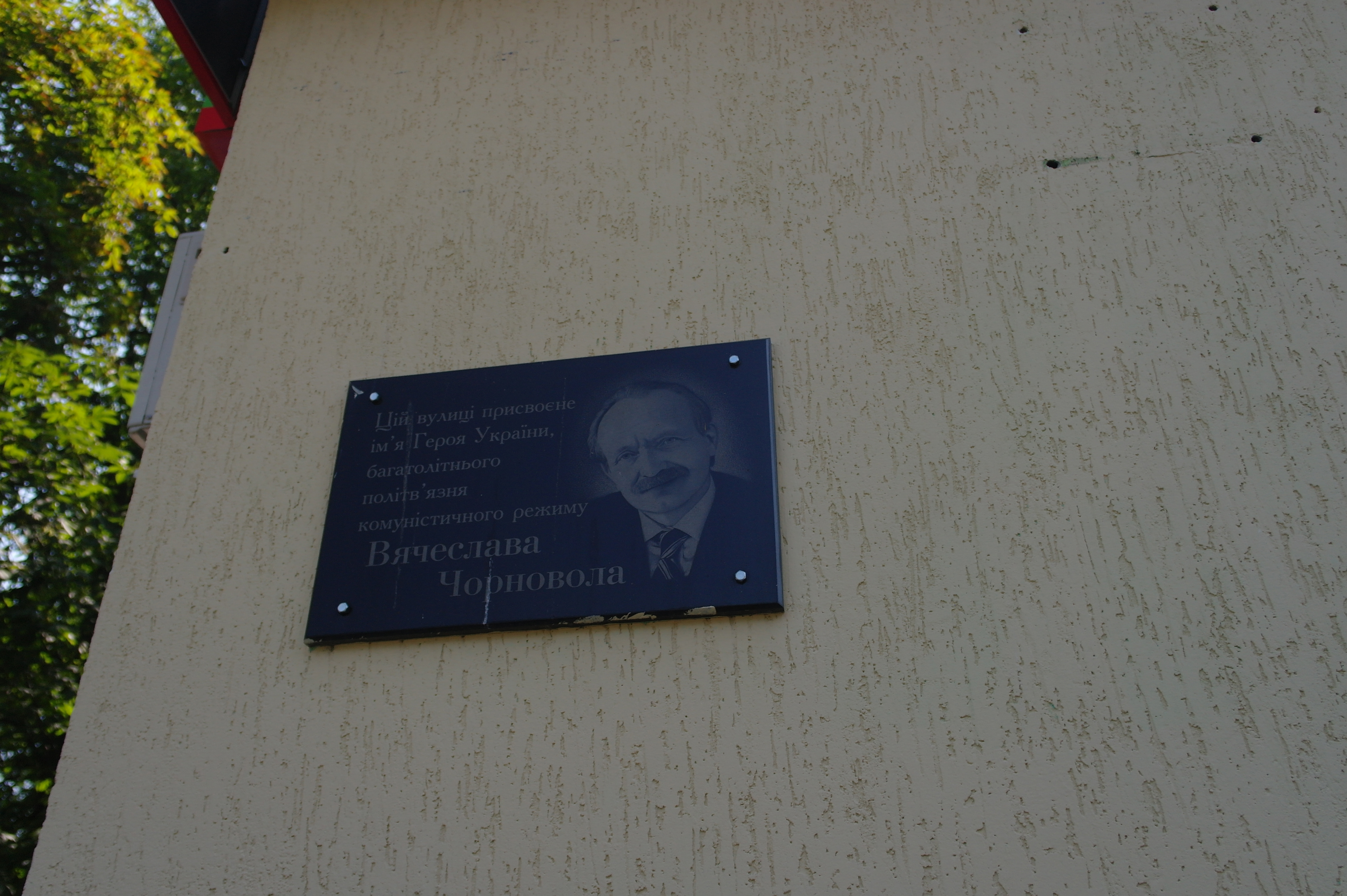
Plaque mémorielle dédiée à Viatcheslav Tchornovil.